# NGC 4350
NGC 4350 è una galassia a spirale nella costellazione della Chioma di Berenice. Fa parte dell'ammasso della Vergine.

Si individua un grado a sud-est della stella doppia 11 Comae Berenices (nell'immagine è quella di sinistra), nei pressi della ben più nota M85; fa coppia con la vicina galassia NGC 4340. È la più notevole del duetto: le sue dimensioni sarebbero circa i 2/3 di quelle dalla Via Lattea; si mostra in telescopi da 150mm come un fuso luminoso, ma resta priva di dettagli anche con strumenti di portata superiore. Dista dalla Via Lattea circa 72 milioni di anni-luce, ed è un membro dell'ammasso della Chioma di Berenice.

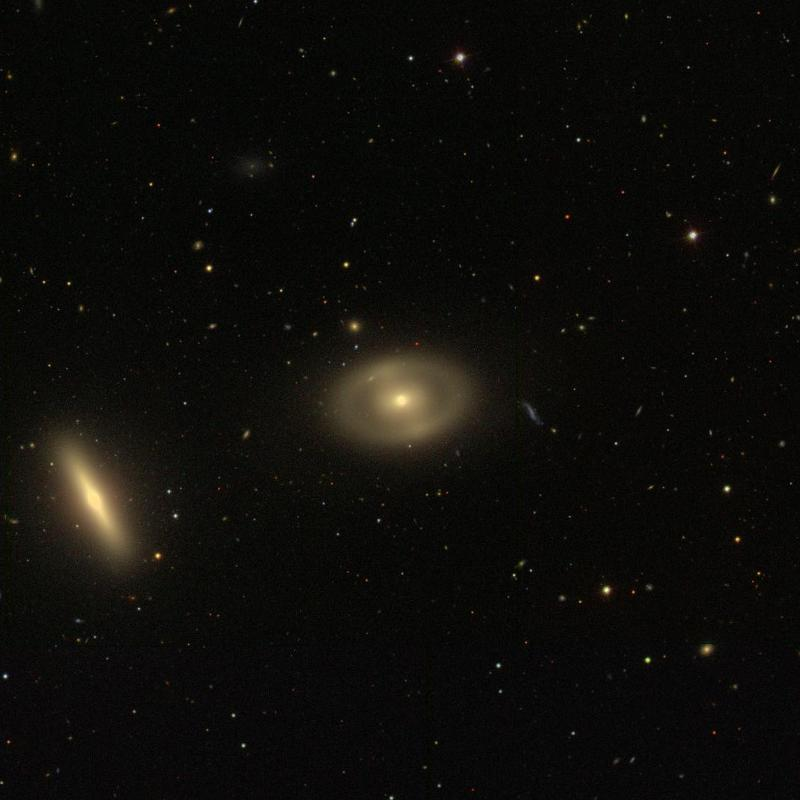
NGC 4340 (al centro) e NGC 4350 (a sinistra)
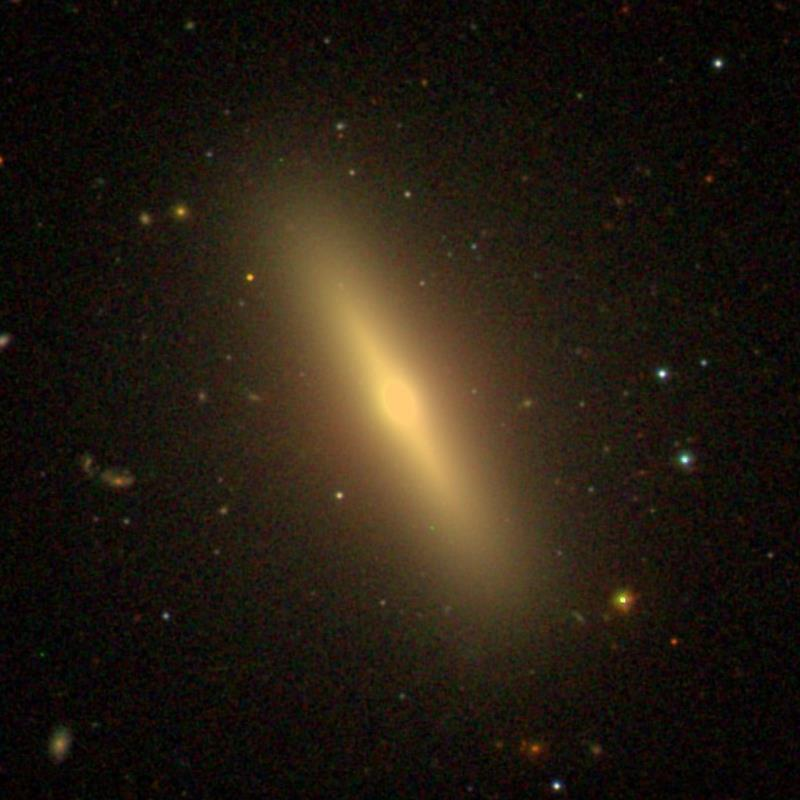
NGC 4350  (SDSS DR14)